# Vluchtweg
Vluchtweg is een jeugdboek van de Vlaamse auteur Goedele Ghijsen. Het boek werd in augustus 2021 gepubliceerd bij Infodok en gaat over hoe drie jongeren de jungle van het klaslokaal proberen te overleven. Vluchtweg behandelt thema’s als groepsdruk, persoonlijke problemen en vriendschap.

## Verhaal
Nadesh, Miro en Jana zijn veroordeeld tot samenleven in de klas. Ze worden geconfronteerd met groepsdruk en de zoektocht naar een uitweg uit persoonlijke problemen. Elk reageren ze hun zorgen op een andere manier op hun klasgenoten af. De spanning in het verhaal stijgt, tot de bom ontploft.
Vluchtweg is geschreven in een meervoudig vertelperspectief en schetst een realistisch beeld van hoe jongeren soms hun best doen om staande te blijven in het leven, om overeind te blijven in een groep. De schrijfstijl van Goedele Ghijsen wordt gekenmerkt door een directe, heldere taal. Vluchtweg werd geprezen om zijn realistische weergave van de leefwereld van jongeren en de manier waarop het complexe emoties en sociale dynamieken weet over te brengen. Critici merkten op dat Vluchtweg niet alleen een spannend verhaal vertelt, maar ook uitnodigt tot reflectie en discussie over thema’s als vriendschap en keuzes maken.
Vluchtweg kreeg een tweede druk, een White Raven in 2022 en werd genomineerd voor groep 6 (14-16 jaar) van de Leesjury 2022-2023. In 2024 werd Vluchtweg door Biruté Avižinienė vertaald naar het Litouws voor uitgeverij Terra Publica.